# یانسی میلز (ویرجینیا)
یانسی میلز (به انگلیسی: Yancey Mills) یک منطقهٔ مسکونی در ایالات متحده آمریکا است که در شهرستان البمارل، ویرجینیا واقع شده‌است.